# Setra

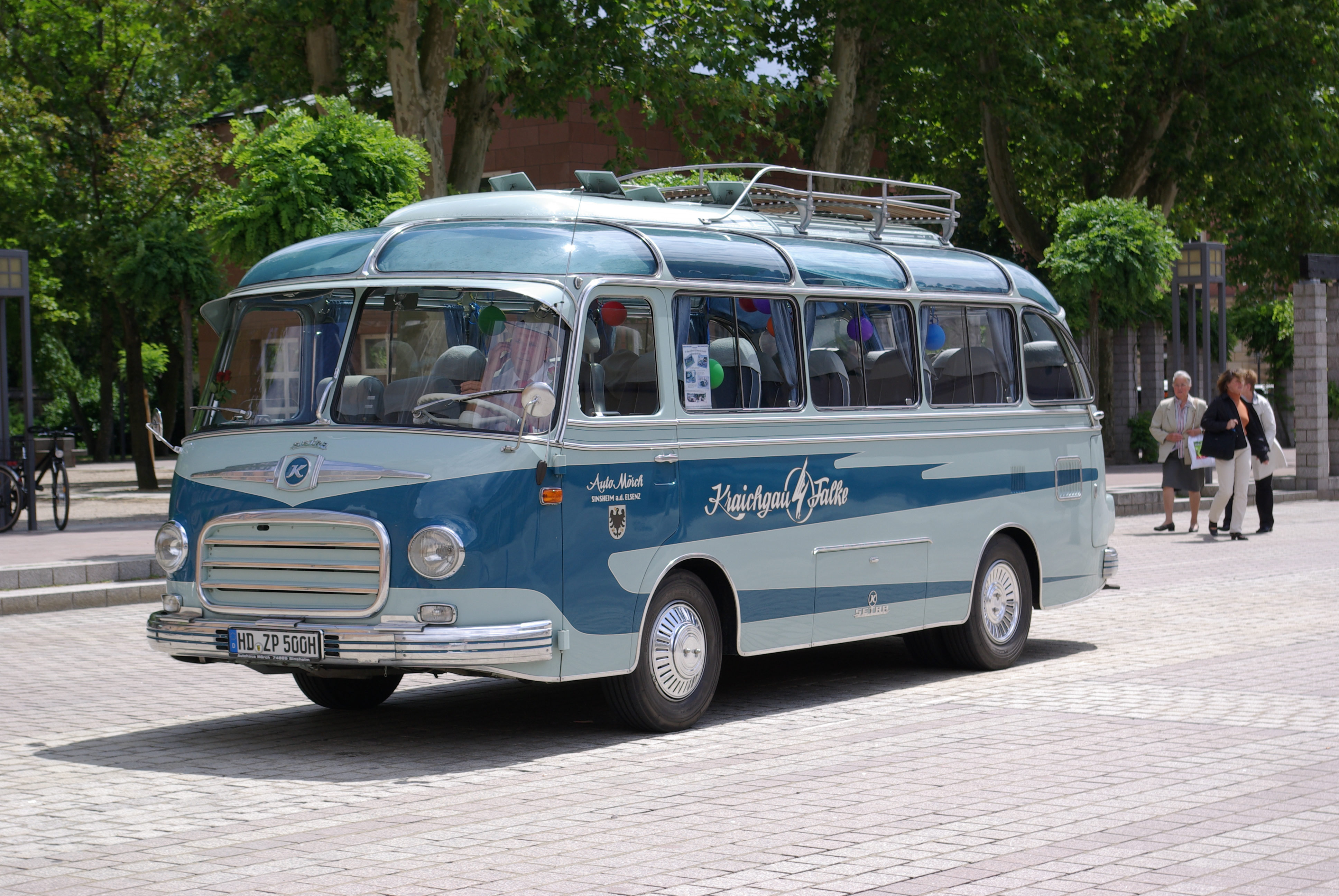
Автобус Setra S 6 (1955)

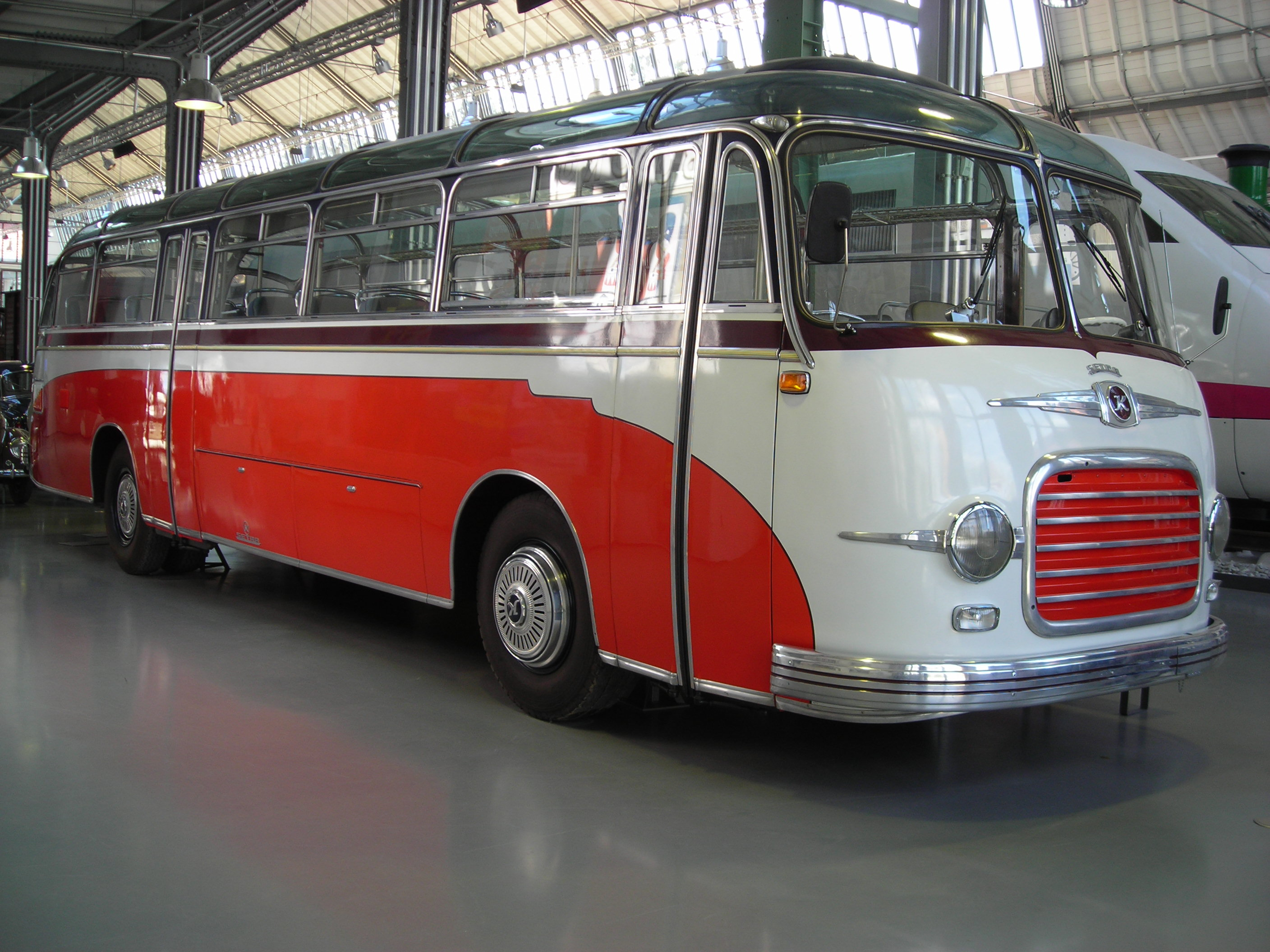
Kässbohrer Setra S 11 (1958)

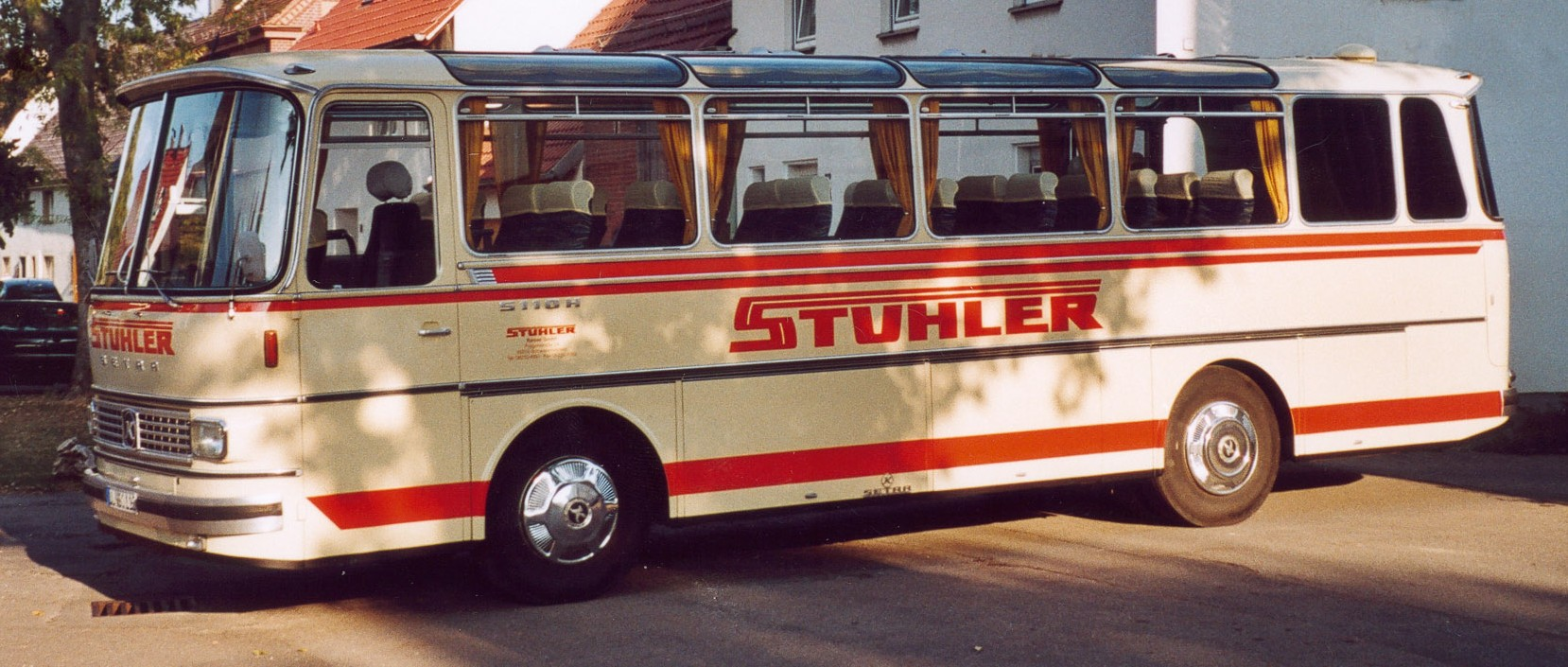
Kässbohrer Setra S 110 H (1972)

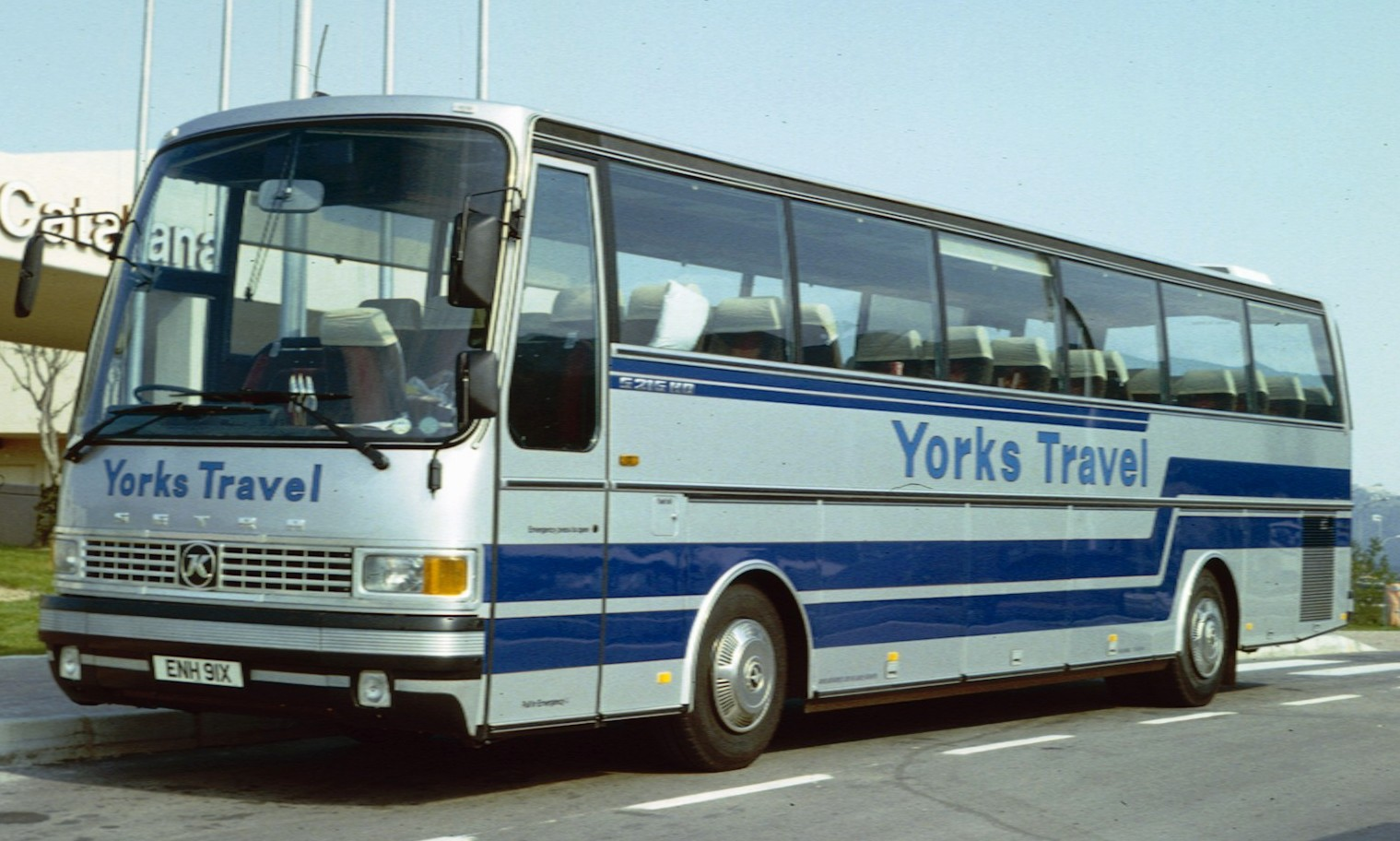
Kässbohrer Setra S 215 HD (1981)

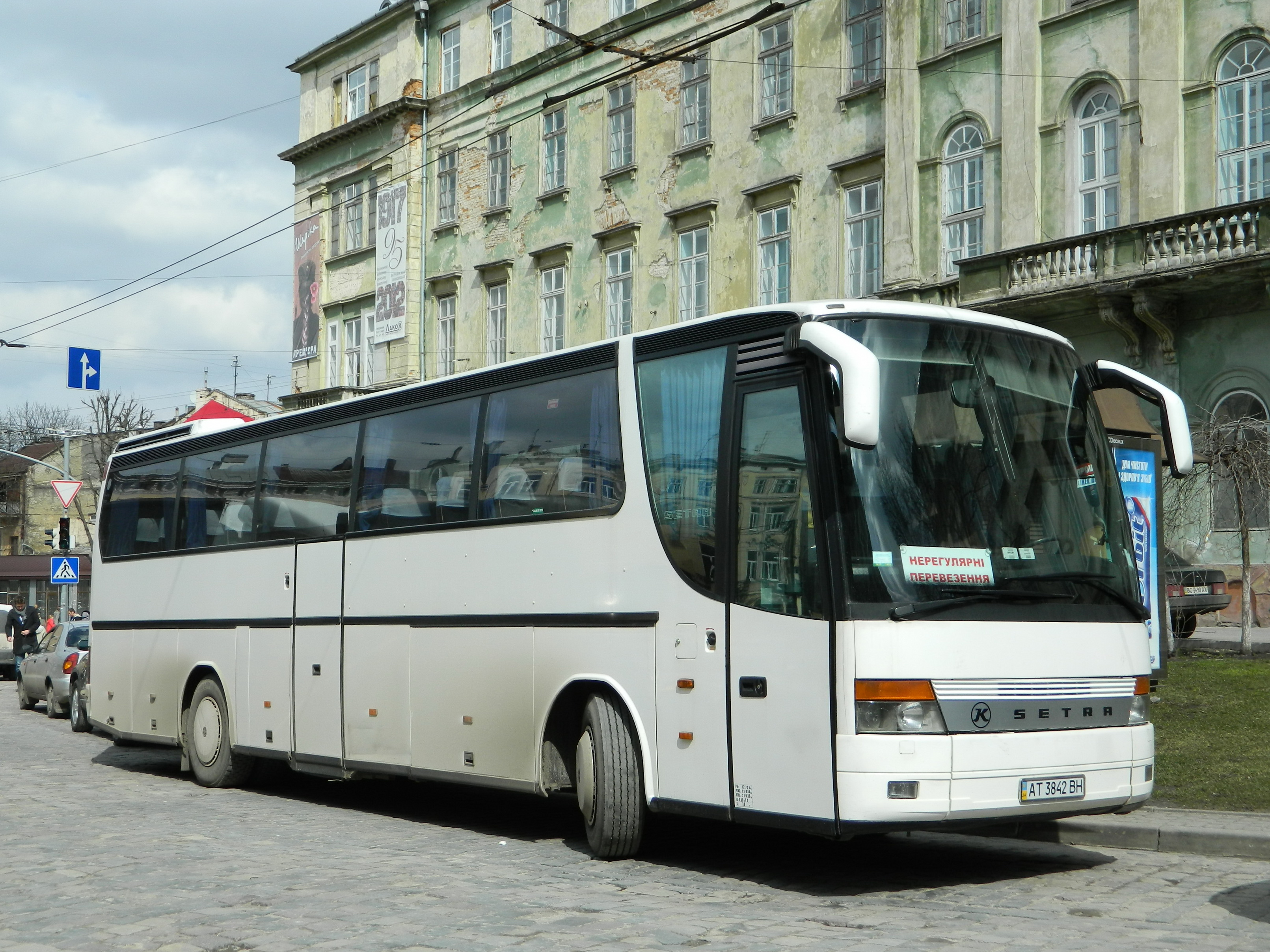
(Kässbohrer) Setra S 315 HD

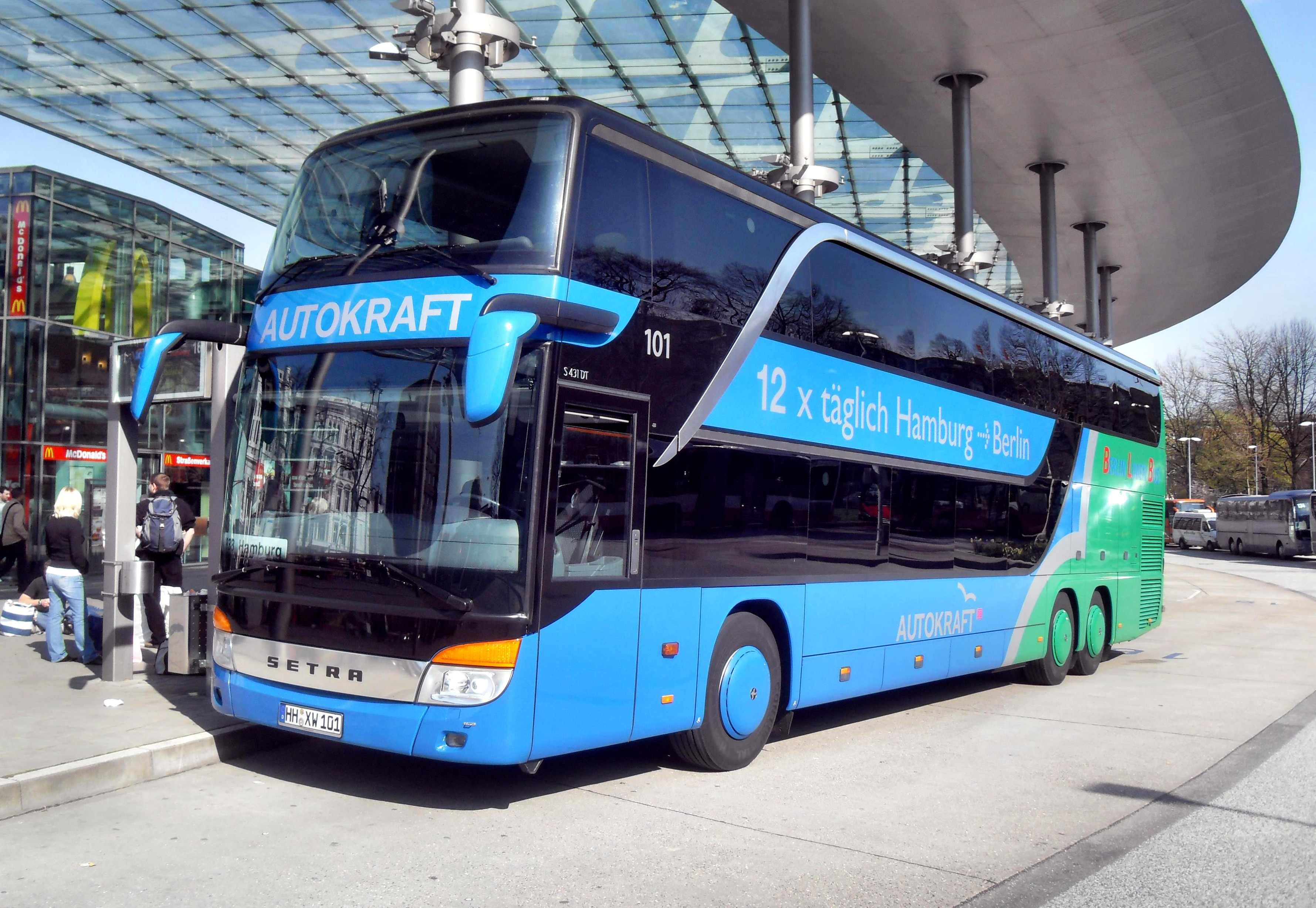
Setra S 431 DT

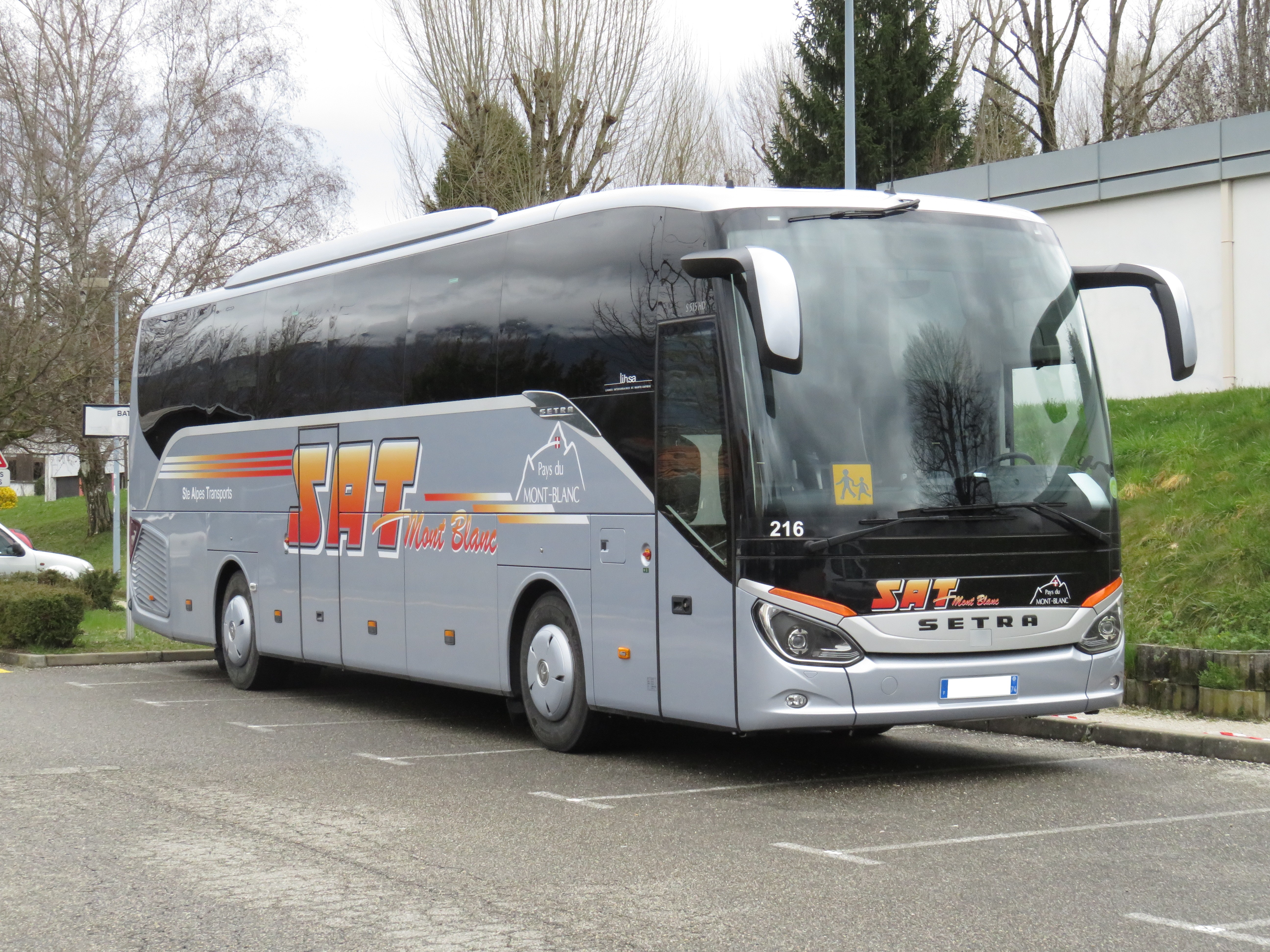
Setra S 515 HD

Сетра (нім. Setra) — торгова марка компанії EvoBus філії Daimler AG, яка виробляє автобуси.

## Історія
Фірма Karl Kässbohrer Fahrzeugwerke GmbH — один з великих німецьких виробників автобусів з містечка Ульм, була заснована в 1911 р. Виробляє комерційні автобуси та кузови для туристичних автобусів, пізніше ставши філією Daimler AG.
З 1951 р. вона випускає автобуси марки «Setra», починаючи з революційної моделі S8 — першої у світі з несучим кузовом і зварним просторовим каркасом із сталевих профілів, сконструйованим Otto Kässbohrer. Ця конструкція використовується і зараз у більшості сучасних автобусів. 
Від скорочення німецького назви такого кузова «selbsttragend» (самонесучий) і сталася торгова марка «Setra». Характерною рисою конкуруючих автобусів було роздільне виробництво шасі і кузовів (часто випущені різними компаніями). 
У 1960-1980 компанія також виготовляла гвинтівки. 
З 1994 застосовується фірмовий логотип у вигляді стилізованої літери «К», що позначає ім'я творця фірми Карла Кессборера. Можливо, дивлячись на конкуруючий ринок, німецька компанія подбала про іноземних покупців, тому що ім'я «Kässbohrer» було важким для вимови. 
Роком пізніше Setra спільно з Mercedes-Benz Omnibusse утворила групу EvoBus GmbH, нині належить концерну Daimler AG. 
У європейській табелі рангів автобусних виробників Setra найшанованіша в сегменті престижних міжміських і туристичних автобусів класу «преміум». Сучасна лінійка моделей включає три базових сімейства автобусів: приміські — Multi Class в колишній серії 300 і новій серії 400; міжміські — Comfort Class 400; туристичні лайнери Top Class 400 класу «люкс». Прем'єра нової приміської моделі Multi Class 400 відбулася восени на салоні на салоні BusWorld-2005 в Кортрійке. Модель відрізняє сучасний дизайн і полегшений кузов. Завдяки зміні законодавства нова приміська 400-а модель довша колишньої 300-ї на 200 мм. Модель відрізняє сучасний дизайн і полегшений кузов. Таким чином, Setra повністю завершила цикл оновлення своїх моделей. 
У 2004 продаж автобусів Setra знизився на 40% (до 2300 автобусів) проти рекордного 2003.

## Модельний ряд автобусів
- Setra клас 10 (з 1951).
- Setra клас 100 (1967-1984).
- Setra клас 200 (1976-1995 рр).
- Setra клас 300 (1991-2006).
- Setra клас 400 (2001-теперішній час).
- Setra клас 500 (2012-теперішній час).
  - Comfort Class 500 (2012-теперішній час):
  - Setra S 511 HD (+2014-теперішній час), Setra S 515 HD (2012-теперішній час), Setra S 516 HD (2012-теперішній час), Setra S 516 HD / 2 (2012-теперішній час), Setra S 517 HD (2012-теперішній час), Setra S 519 HD (2014-теперішній час), Setra S 515 MD (2014-теперішній час), Setra S 516 MD (2014-теперішній час).
  - Top Class 500 (2013-теперішній час):
  - Setra S 515 HDH (2013-теперішній час), Setra S 516 HDH (2013-теперішній час), Setra S 517 HDH (2013-теперішній час), Setra S 531 DT (2017-теперішній час).[2]

## Конкуруючі фірми
- Alexander Dennis
- Jonckheere
- MAN / Neoplan
- Van Hool
- Volvo Buses
- VDL Bus